# 黄沙坪街道
黄沙坪街道为湖南省桂阳县下辖街道。街道设于2012年4月，以原黄沙坪镇全境所辖4行政村和3社区为主体，纳入原共和农场（2行政村1社区）、原分属城郊乡和太和镇各一个行政村组建。黄沙坪街道下辖8个行政村、4个社区，总面积36.95平方公里，总人口2.13万人，办事处驻黄沙坪。

## 行政区划
- 原黄沙坪镇撤销前行政区划代码431021101；全境下辖的羊角村、山下村、上银村、周台村共计4行政村和3社区（由原黄沙坪矿社区为主改设的桃花园、三好桥、三棵树）。
- 原共和农场的三关、共和2个行政村和井水社区。
- 原城郊乡柏树村。
- 原太和镇沙坪村。